# Аменда, Орель
Оре́ль Флориа́н Аменда́ (фр. Aurèle Florian Amenda; родился 31 июля 2003, Биль, Швейцария) — швейцарский футболист, центральный защитник немецкого клуба «Айнтрахт» (Франкфурт) и сборной Швейцарии.

## Клубная карьера
21 декабря 2021 года Аменда подписал свой первый первый профессиональный контракт с клубом «Янг Бойз», за молодёжные команды которого выступал с 2014 года. 13 февраля 2022 года дебютировал в матче чемпионата Швейцарии против клуба «Базель».
7 февраля 2024 года немецкий клуб «Айнтрахт Франкфурт» объявил о трансфере Ореля. Аменда подписал контракт с новым клубом до 30 июня 2029 года.

## Карьера в сборной
Выступал за сборные Швейцарии до 16, до 17, до 19, до 20 лет и до 21 года.